# Emil Pagliarulo
Emil Pagliarulo es un diseñador de videojuegos estadounidense que trabaja en Bethesda Game Studios.

## Carrera
Pagliarulo comenzó su carrera escribiendo para el sitio web Adrenaline Vault .  Trabaja para Bethesda Softworks desde 2002.  Anteriormente trabajó para Looking Glass Studios e Ion Storm Austin.  Fue el diseñador principal y el escritor principal de Fallout 3, por el que recibió el premio a la Mejor Escritura en los Game Developers Choice Awards de 2008.  Fue acreditado como diseñador senior y escritor de The Elder Scrolls V: Skyrim y Fallout 4.

### Fallout 76
Pagliarulo trabajó en Fallout 76 como director de diseño y escritor principal. Como tal, después del lanzamiento notoriamente malo del juego, Pagliarulo asumió gran parte de la culpa en los medios de videojuegos.  En 2022, Kotaku descubrió que el desarrollo de Fallout 76 sufrió una mala gestión masiva por parte de ejecutivos de alto nivel, y un desarrollador afirmó que "Durante el desarrollo, nuestro director de diseño Emil [Pagliarulo] no parecía querer involucrarse con el producto en todo. No quería tener ningún contacto con eso… ni leer nada de lo que le pusiéramos delante”. Pagliarulo se negó a comentar con Kotaku cuando le pidieron que diera su versión de los hechos. Además, los desarrolladores de juegos notaron que a menudo informaban problemas, muchos de los cuales eran los mismos problemas de los que los jugadores se quejaban en el lanzamiento, pero que la alta gerencia era apática a la hora de solucionar los problemas y se concentraba más en pulir la tienda de microtransacciones dentro del juego. Pagliarulo y otros altos directivos también tomaron la decisión de sacar a los desarrolladores de Arkane Austin, que estaba trabajando en Redfall en ese momento, para trabajar en Fallout 76, mientras ignoraban por completo al equipo de Elder Scrolls Online, como si el éxito de ese MMORPG fuera una casualidad. y que el MMORPG de Fallout no debería seguir el modelo de Elder Scrolls Online. 
Uno de los puntos conflictivos particulares con la comunidad fue la falta de interacción con otros jugadores, como las misiones cooperativas, lo que Pagliarulo afirmó fue una decisión de diseño, que el juego estaba destinado a jugarse "Solo pero juntos"  Otro El problema que tenían los jugadores con el juego y que Pagliarulo celebró como característica fue el "bucle nuclear", donde los jugadores de alto nivel hacen que un servidor no se pueda jugar lanzando armas nucleares sin cesar a otros jugadores.  La mala gestión antes mencionada, combinada con un departamento de relaciones humanas feroz en Bethesda, provocó un éxodo máximo de los desarrolladores de juegos senior del estudio.  Pagliarulo ha dejado constancia de que celebró "arreglar" Fallout 76 años después de su lanzamiento y restaurar la confianza de los pagadores en Bethesda, a pesar de su anterior apatía en el proyecto.  

### Starfield
Pagliarulo trabajó en Starfield como director de diseño y escritor principal. En una entrevista con Polygon, Pagliarulo declaró que Starfield era el juego de rol más ambicioso en el que Bethesda había trabajado jamás y que el juego generaría eventos similares a experiencias religiosas para los jugadores.  Pagliarulo también había insistido en que el juego no tendría el mismo lanzamiento desastroso que Fallout 76, afirmando que el equipo de desarrollo de Bethesda había aprendido la lección y había "restaurado la confianza" con los jugadores.  Después de la recepción mixta del juego después del lanzamiento y de las críticas aún más amargas posteriores al lanzamiento, Pagliarulo atacó a los jugadores del juego, afirmando que estaban "desconectados de las realidades del desarrollo de juegos".  Específicamente, Pagliarulo atacó las críticas negativas pidiendo características comunes en los juegos de rol más modernos que estaban notablemente ausentes en Starfield. 

## Créditos de videojuegos
- Thief II: The Metal Age (2000)
- The Elder Scrolls III: Bloodmoon (2003)[13]
- The Elder Scrolls IV: Oblivion (2006)
- Fallout 3 (2008)
- The Elder Scrolls V: Skyrim (2011)
- Fallout Shelter (2015)
- Fallout 4 (2015)
- Fallout 76 (2018)
- Starfield (2023)[14]